# سازمان نظام پزشکی
سازمان نظام پزشکی یکی از قدیمی‌ترین سازمان‌های غیردولتی در ایران است، که پیشینه شکل‌گیری آن به سال ۱۳۳۹ بازمی‌گردد. رئیس اولین دوره این سازمان در سال ۱۳۴۷ منوچهر اقبال و پس از او محمدعلی حفیظی بودند. پس از وقوع انقلاب ۱۳۵۷، به‌ترتیب هادی منافی، سید شهاب‌الدین صدر، علیرضا زالی، ایرج فاضل، محمدرضا ظفرقندی و محمد رئیس‌زاده ریاست این سازمان را برعهده داشتند. هم‌اکنون محمد رئیس‌زاده به‌عنوان رئیس سازمان نظام پزشکی فعالیت می‌کند.

## تاریخچه
اولین مجموعه نظام پزشکی در سال ۹۳۱ میلادی در زمان خلافت المقتدر عباسی تاسیس شد. وی زمانی که دریافت فردی بر اثر اشتباه یک طبیب فوت کرده است دستور داد که برای طبابت اخذ جواز لازم است که پس از امتحان و مصاحبه از طریق نظام پزشکی به طبیب داده میشود. وی سنان ابن ثابت را به‌عنوان اولین رییس نظام پزشکی تعیین نمود.

در سال ۱۳۳۹ نخستین قانون نظام پزشکی در مجلس شورای ملی تصویب شد. از آن زمان تاکنون قانون نظام پزشکی ۸ بار مورد بازنگری قرار گرفته است، که آخرین بار در تاریخ ۱۶ آبان ۱۳۸۳ در مجمع تشخیص مصلحت نظام به تصویب نهایی رسید.
نخستین انتخابات هیئت مدیره سازمان نظام پزشکی در سال ۱۳۴۷ انجام شد و فعالیت رسمی نظام پزشکی در ایران، از آن زمان آغاز گردید. از آن زمان تا وقوع انقلاب ۱۳۵۷، نظام پزشکی ۴ دوره انتخابات و فعالیت داشت، که به ترتیب؛ منوچهر اقبال (۲ دوره)، یحیی عدل و ملکی، روسای ۴ دوره فعالیت نظام پزشکی در زمان پیش از انقلاب بودند. پس از وقوع انقلاب تاکنون ۱۰ دوره فعالیت نظام پزشکی قابل ذکر است، که در طی این سال‌ها به ترتیب؛ عباس شیبانی (۱۳۶۰ تا ۱۳۶۳)، محمدعلی حفیظی (۱۳۶۳ تا ۱۳۶۵)، هادی منافی (۱۳۶۵ تا ۱۳۷۰)، ایرج فاضل (۱۳۷۰ تا ۱۳۷۵)، سیدشهاب‌الدین صدر (۱۳۷۵ تا ۱۳۷۹)، محمدرضا ظفر قندی (۱۳۷۹ تا ۱۳۸۳)، سیدشهاب‌الدین صدر (۱۳۸۳ تا ۱۳۸۷ و ۱۳۸۷ تا ۱۳۹۱ دو دوره متوالی)، علیرضا زالی (۱۳۹۲ تا ۱۳۹۶)، ایرج فاضل (۱۳۹۶ تا ۱۳۹۸) و محمدرضا ظفرقندی (۱۳۹۸ تا ۱۴۰۰) ریاست نظام پزشکی را برعهده داشتند. در هشتمین دوره انتخابات محمد رئیس‌زاده با رای مجمع عمومی به‌عنوان رییس کل سازمان نظام پزشکی انتخاب شد.

## پیرامون عنوان سازمان
واژه «ordre» در فرانسوی چندین معنی دارد از جمله فرمان، دستور، نظم، نظام، اتحادیهٔ صنفی، فرقهٔ مذهبی، و جز اینها. در برگردان اصطلاح «ordre medical» به اشتباه معادل «نظام» به جای «اتحادیهٔ صنفی» ذکر شده.

## اعضاء سازمان
این سازمان با حدود ۳۰۰ هزار عضو پزشک، دندانپزشک، داروساز، دکترای علوم آزمایشگاهی، کارشناسان پروانه‌دار مانند علوم تغذیه، علوم آزمایشگاهی  ماما، شنوایی‌شناس، فیزیوتراپ، بینایی سنج، آسیب‌شناس گفتار و زبان، کاردرمانگر، ارتوزیست و پروتزیست (ارتوپد فنی) و… سابقه‌ای بیش از پنجاه سال دارد. این افراد پس از عضویت در سازمان شماره عضویت در نظام پزشکی دریافت می‌کنند که شماره آن به ترتیب عضویت در سازمان می‌باشد.
سازمان نظام پزشکی در تمام شهرستان‌ها سراسر کشور تا تابستان ۱۴۰۲ دارای حدود سیصد هزار نفر عضو است. همچنین این سازمان دارای ۲۲۰ شعبه در شهرهای مختلف بوده که هر کدام دارای هیئت مدیره منتخب هستند و تمامی آنها زیر نظر رییس کل و شورای عالی نظام پزشکی فعالیت می‌کنند.

## اهداف سازمان
- اعتلای ارزش‌های اخلاقی و اسلامی در امور پزشکی
- تلاش در جهت پیشبرد و اصلاح امور پزشکی
- مشارکت در جهت ارتقاء سطح دانش پزشکی
- حفظ و حمایت از حقوق بیماران
- حفظ و حمایت از حقوق صنفی
- تنظیم روابط شاغلین حرف پزشکی

## وظایف سازمان
شرح وظایف اصلی این سازمان عبارت است از: تعیین تعرفه خدمات تشخیصی درمانی در بخش خصوصی، صدور پروانه مطب شاغلین بخش خصوصی، رسیدگی انتظامی به تخلفات حرفه‌ای شاغلین حرف پزشکی از طریق هیاتهای انتظامی، ثبت نام و صدور گواهی عضویت، تعیین ضوابط و نظارت بر تبلیغات پزشکی، ارائه خدمات رفاهی به اعضای سازمان مانند واحد وام، توزیع آرم طرح ترافیک و ارائه خدمات بیمه‌ای مختلف، مشارکت در تعیین مالیات بر درآمد شاغلین بخش خصوصی و اعزام نماینده به هیاتهای حل اختلاف مالیاتی، معرفی نماینده در شورایعالی بیمه و شورایعالی آموزش پزشکی، تعیین شرح وظایف شاغلین حرف پزشکی، برگزاری برنامه‌های بازآموزی و آموزشی، انتشار نشریه سازمان و غیره. البته برخی از این اقدامات مانند برگزاری برنامه‌های ورزشی و هنری و تشکیل واحد وام از وظایف الزامی سازمان نیستند.

## ارکان سازمان
- مجمع عمومی
- شورایعالی
- رئیس کل
- هیئت مدیره نظام پزشکی شهرستان‌ها
- هیئت‌های انتظامی رسیدگی به تخلفات صنفی و حرفه‌ای
- بازرسان
- صندوق تعاون و رفاه

## ساختار سازمان
این سازمان از حق عضویت اعضا، درآمدهای خود از ارائه خدماتی مانند صدور کارت عضویت و پروانه مطب و بخشی از بودجه دولتی اداره می‌شود و در اغلب شهرهای کشور (بسته به تعداد اعضا) شعبه دارد. هیئت مدیره نظام پزشکی هر شهرستان با ترکیبی که قانون معین کرده‌است با رأی اعضای شاغل در حوزه تحت پوشش آن سازمان برای چهار سال انتخاب می‌شوند. سپس اعضای هیئت مدیره از بین خود فردی را به عنوان ریاست سازمان نظام پزشکی آن شهرستان انتخاب می‌کنند. رئیس کل سازمان، اعضای شورایعالی نظام پزشکی، هیئت رئیسه مجمع عمومی و بازرسان نظام پزشکی در مجمع عمومی سازمان نظام پزشکی انتخاب می‌شوند. هیئت مدیره نظام پزشکی هر شهرستان متناسب با تعداد رأی دهندگان، نماینده یا نمایندگانی از بین خود جهت شرکت در مجمع عمومی انتخاب می‌کنند. تعداد نمایندگان یک هیئت مدیره در مجمع عمومی حداقل یک نفر و حداکثر هشت نفر می‌باشد.

## حاشیه‌ها

### درخواست آموزش کارتخوان به پزشکان

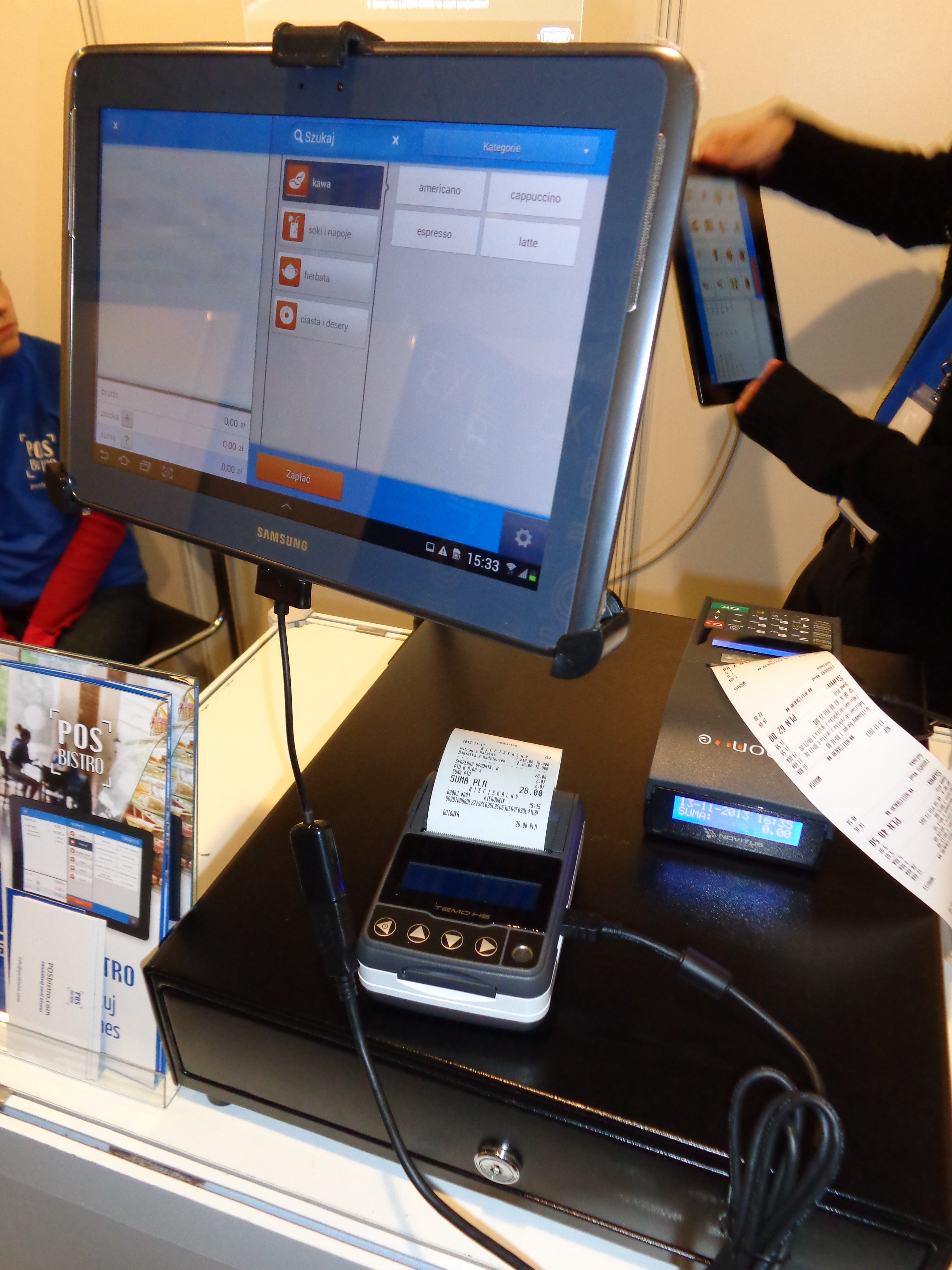
نمونه ای از دستگاه کارتخوان

در مرداد سال ۱۳۹۸ سازمان نظام پزشکی در نامه ای به اداره مالیات خواهان تعویق نصب کارتخوان در مطب‌ها تا زمان اجرای کلاس آموزش نصب و استفاده از کارتخوان به پزشکان شد. یکی از رسانه‌ها در این باره و ان قلت پزشکان به شفافیت مالی و پرداخت مالیات نوشت :"
بله، در هر زمینه‌ای آموزش خوب است و باید از آموزش استقبال کرد. اگر جای رئیس سازمان امور مالیاتی بودم این درخواست را قبول و برای پزشکان کلاس برگزار می‌کردم.
برای اساتید این کلاس هم به سراغ برخی دستفروش‌های مترو، میوه فروش‌های خیابانی، شاگردان سوپرمارکت‌ها و پیک‌های موتوری می‌رفتم." البته این موضوع مورد اعتراض پزشکان قرار گرفت چرا که موضوع آشنایی کار کردن با دستگاه کارتخوان نبود بلگه فراهم نبودن زیرساخت‌ها و زمان اندک درنظر گرفته شده برای الزام بود و موضوع درخواست آموزش درخصوص آموزش قوانین مالیاتی و چگونگی واردکردن اطلاعات از جمله درآمدها و هزینه‌ها در سیستم بود. منظور از آموزش ، آموزش روند ثبت کارتخوانهای مطبهای پزشکان در سایت اداره کل امور مالیاتی وزارت اقتصاد و دارایی بوده که روندی زمانبر و مستلزم آموزش به قشر عظیم‌و پرتعداد پزشکان‌مطب دار بود و نه آموزش کار با کارتخوان!

### لابی برای فرار مالیاتی
بسیج دانشجویی چندین دانشگاه پزشکی در بیانیه ای این سازمان را متهم کردند که برای حذف مصوبات مربوط به مالیات پزشکان از قانون بودجه سال ۹۸ لابی می‌کند.